# Douwe Amels
Douwe Amels (16 de septiembre de 1991) es un deportista neerlandés que compite en atletismo.
Ganó una medalla de oro en el Campeonato Europeo de Atletismo en Pista Cubierta de 2023, en la prueba de salto de altura. Ha ganado el Campeonato Neerlandés al aire libre y en pista cubierta en el salto de altura en numerosas ocasiones desde el año 2011.

## Palmarés internacional
| Campeonato Europeo en Pista Cubierta | Campeonato Europeo en Pista Cubierta | Campeonato Europeo en Pista Cubierta | Campeonato Europeo en Pista Cubierta |
| Año                                  | Lugar                                | Medalla                              | Prueba                               |
| ------------------------------------ | ------------------------------------ | ------------------------------------ | ------------------------------------ |
| 2023                                 | Estambul (Turquía)                   | Medalla de oro                       | Salto de altura                      |